# Estació de Guàrdia de Tremp
Guàrdia de Tremp és una estació de ferrocarril de FGC situada a dos quilòmetres al nord-est de la població de Guàrdia de Noguera, municipi de Castell de Mur, a la comarca del Pallars Jussà. L'estació es troba a la línia Lleida - la Pobla de Segur per on circulen trens de la línia RL2 amb destinació la Pobla de Segur passant per Tremp. També trens turístics sota el nom comercial del Tren dels Llacs.
Aquesta estació va entrar en servei l'any 1950 quan es va obrir el tram entre Cellers-Llimiana (1949) i Tremp. Actualment aquest baixador és una parada facultativa, que cal sol·licitar al cap de tren per tal que el comboi hi pari.
Totes les dependències de l'estació estan abandonades, i l'edifici central és en estat ruïnós. Hi ha un únic pas que travessa les vies un tros abans de l'andana, renovada però no disposa de marquesina.. La resta del recinte està tot clos amb una tanca metàl·lica.
Segons el Pla Territorial de l'Alt Pirineu i Aran el tram entre Balaguer i la Pobla té una consideració regional «que dona servei a una població quantitativament modesta i a una demanda de mobilitat obligada molt feble».
L'any 2016 va registrar l'entrada de menys de 1.000 passatgers.
| Línia Lleida - la Pobla de Segur de FGC |                  |       |                  |                        |
| Procedència/Destinació                  | <                | Línia | >                | Procedència/Destinació |
| Lleida Pirineus                         | Cellers-Llimiana |       | Palau de Noguera | La Pobla de Segur      |